# Rousay and Egilsay

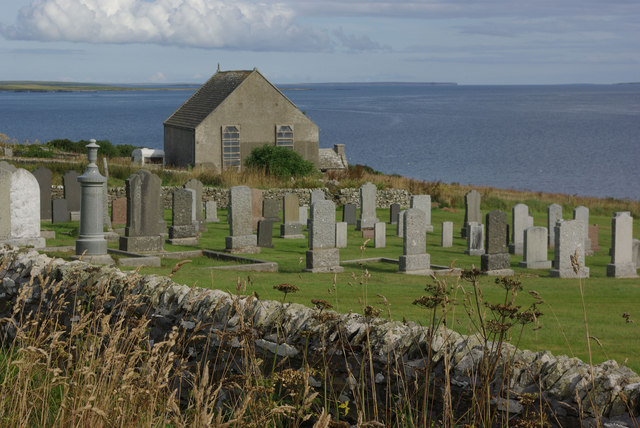
Friedhof und Kirche in Brinian

Rousay and Egilsay ist eine historische Verwaltungseinheit (Civil Parish) auf den Orkneyinseln im Norden von Schottland. Vom Typ her handelt es sich um eine Gemeinde.
Das Gebiet des Civil Parishes umfasst im Wesentlichen die namensgebenden Inseln Rousay und Egilsay. Hinzu kommen mit Holm of Scockness und Wyre zwei weitere, kleinere. Der Hauptort ist Brinian auf Rousay. Größere Ortschaften in der Nähe sind Stromness, etwa 27 Kilometer im Südwesten, sowie Kirkwall, etwa 20 Kilometer im Südosten.
Ende des 20. Jahrhunderts ging aus ihr die Community Council Area Rousay, Egilsay, Wyre and Gairsay hervor.